# Очищення (роман)
«Очищення» (фін. Puhdistus) — п'єса та роман фінської письменниці Софі Оксанен. Роман вийшов у 2008 році й того ж року був нагороджений премією Finlandia та низкою інших нагород. Твір оповідає про події з історії Естонії з 1930-х до 1990-х років через історії його дійових осіб.
У липні 2012 року було продано права на переклад роману на 41 мову світу, і лише у Фінляндії було продано 200 тисяч його примірників. У 2008 році роман «Очищення» став найпродаванішим вітчизняним художнім твором у Фінляндії..
Українською мовою роман вийшов у видавництві «Фоліо» у 2013 році, перекладач ― Юлія Максимейко.

## Сюжет
Часовий простір роману охоплює три покоління і триває з 1930-х до 1990-х років.
Дія роману починається у 1992 році. Головна героїня, Алійде Труу, живе у сільській місцевості в Естонії, яка щойно здобула незалежність. Одного дня вона зустрічає у себе на подвір'ї дівчину, на ім'я Зара, яка розповідає, що втекла від чоловіка, який застосовував до неї насилля. Це нагадує Алійде події її власної молодості, які надалі вплинули на долі її близьких. Історія Зари доводить їй, що переслідування продовжуються, але цього разу вони лише набули іншої форми.
Далі оповідь звертається до молодості Алійде у 1930-х, війни та її наслідків. Коханий Алійде, Ганс, почав стосунки з її сестрою Інґель. Через заздрість та ревнощі Алійде скоює низку вчинків, за які досі не відчуває провини. Ганса, що обрав неправильну сторону у війні, переховують, щоб той не потрапив під арешт. Алійде виходить заміж за чоловіка, на ім'я Мартін і намагається уникати згадок про пережите та його розкриття. Мартін у свою чергу обіймає високу посаду у місцевому уряді Радянської Естонії і коли з'ясовується, що сестра Алійде Інґель разом зі своєю донькою Ліндою відправлені у вигнання, Алійде радіє цій новині, адже тоді вона поверне собі свій будинок. Вона бере Ганса під свій захист.
Донька Лінди, Зара, яка народилася у вигнанні у Владивостоці, пережила у своєму житті, подібне до того, що сталося з Алійде двома поколіннями раніше. Торговці людьми через оману змусили її працювати секс-робітницею в Німеччині. Їй вдається втекти, але торговці переслідують її, й на шляху втечі вона опиняється на подвір'ї Алійде.

## Історія та теми
Спершу роман задумувався як театральна п'єса. У ході написання власне роману Оксанен обрала для нього інший фінал, аніж був у п'єсі, та перемістила фокус на інші теми.
І п'єса, і роман оповідають про одну й ту саму тему в історії Естонії. На створення п'єси письменницю надихнули події Боснійської війни, але Оксанен, втім, вирішили перенести сюжетну лінію до Естонії та підлаштувала до неї події, про які оповідалося у її власній родині. Оксанен прагнула включити Естонію до європейської історії, адже історія цієї країни донедавна становила для Європи лише частину історії СРСР.
Сексуальне насилля та його прояви у секс-торгівлі є однією із ключових тем роману. Окрім цього, Оксанен фіксує травматичні досвіди, які переживають жінки під час військових конфліктів у Європі, а також досліджує сучасну секс-торгівлю людьми. Також у романі описано русифікацію Естонії: наприклад, у щоденникових записах Ганса та інших частинах оповіді згадується поборник русифікації поет Пауль-Еерік Руммо, а ще бабуся Зари продовжує спілкуватися естонською мовою, не бажаючи переходити на іншу.

## Версії
Прем'єра п'єси відбулася у Фінському національному театрі у лютому 2007 року. Після цього її ставили зокрема у Тампере, Лахті, Сейняйокі, Йоенсуу та театрі Порі. Шведськомовна версія п'єси була розроблена у співпраці театрів Wasa Teater у Ваасі та Шведського театру Турку та відповідно поставлена у цих двох містах. Після цього покази відбулися у низці театрів Швеції. У лютому 2011 року відбулася прем'єра вистави у США та Німеччині, а восени 2010 року вона була представлена і в Естонії. У 2012 році пройшла прем'єра вистави у Великобританії.
Композитор Юрі Рейнвере на основі п'єси створив оперу й написав до неї лібрето. Згідно із початковим задумом, ця опера мала стати головною подією року Таллінна як культурної столиці Європи, проте через щільний графік та відсутність керівництва плани змінилися й прем'єра опери відбулася у Фінському національному театрі у квітні 2012 року.
У 2012 році вийшла однойменна екранізація роману, режисером якої став Антті Йокінен; сценарій до фільму написав Марко Лейно, а продюсером виступив Маркус Селін. Картина також номінувалася на Оскар році у категорії «Найкращий фільм іноземною мовою».
21 серпня 2011 року до 20-ї річниці відновлення незалежності Естонії у Фінляндії була представлена радіовистава за мотивами п'єси.

## Критика
На додачу до премій, роман отримав дуже багато схвальних відгуків у Фінляндії. В Естонії твір також був сприйнятий дуже схвально, але міжнародний успіх роману спричинив восени 2010 року дискусії щодо його впливу на репутацію країни. Зокрема, письменник Яан Каплінський висловив своє розчарування та вважав книгу занадто тривіальною та створеною заради сенсацій, у той час, як, наприклад, Міхаїл Лотман підтримав авторку.

## Премії та нагороди
Після свого виходу роман очолив списки бестселерів як у Фінляндії, так і в Естонії. Також він послідовно здобув премію Finlandia (2008 рік), премію Рунеберга (2009 рік) (таким чином ставши першим твором у Фінляндії, що отримав обидві ці нагороди) та Літературну премію Північної ради (2010 рік). Роман також номінувався на дві визначні французькі премії, премію Феміна іноземній авторці та Премію Медічі, отримавши першу у 2010 році. Того ж року роман здобув французьку премію Fnac, таким чином ставши першим іноземним твором, удостоєним цієї нагороди.
Також у 2010 році роман удостоївся Європейської книжкової премії. Окрім цього роман отримав й низку інших премій у Фінляндії.